# 朱审烜
晉王朱審烜（？—1648年5月16日），或误作朱审煊，父晉裕王朱求桂，崇禎三年八月被封為晉世子，崇禎八年襲封。
明末，朱審烜被李自成帶到北京，顺治元年（1644年）四月被李自成挟持参与山海关之战。李自成兵败，清朝和吴三桂联军追杀四十里，俘获朱審烜。五月，清军统帅摄政王多尔衮杀入北京后面南居中而坐，让德王朱慈𤆝和朱审烜左右并坐而受朝。
初時受清廷禮遇多有賞賜，八月，多尔衮赏朱审烜及妃嫔范氏等银两有差，九月，赏朱审烜貂褂一领，貂蟒袍一袭，数日后，又赐朱审煊等貂蟒朝衣各一袭。顺治二年（1645年）五月，赐朱审烜银一千两、给家口月粮。
順治五年（1648年）四月，清朝杀朱审烜、朱慈𤆝等，当日有大风。
| 前任： 父裕王朱求桂 | 明晉國國王 1635年－1644年 | 無 原因：遇害，清朝廷撤除封國 |